# روني سوميك
روني سوميك (العبرية

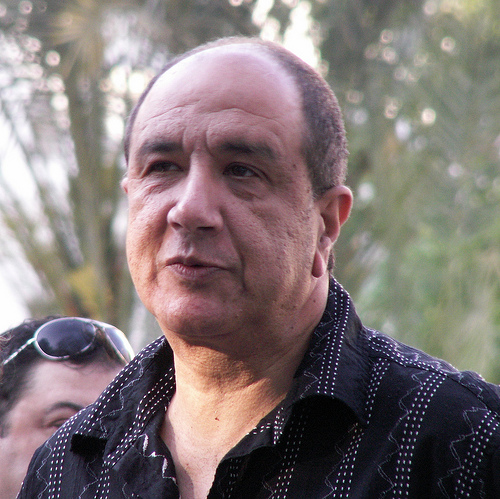
سوميك 2007

: רוני סומק. ولد عام 1951) هو شاعر ومؤلف إسرائيلي، ترجمت أعماله إلى العديد من اللغات. 

## سيرته الذاتيه
ولد سوميك في بغداد وجاء إلى إسرائيل كطفل صغير. درس الأدب والفلسفة العبرية في جامعة تل أبيب والرسم في أكاديمية أفني للفنون. وقد عمل مع عصابات الشوارع، ويعلم حاليا الأدب ويقود ورش الكتابة الإبداعية. 

## المسيرة الأدبية
نشر سوميك 11 مجلدا من الشعر (آخرهم يسمى قوة الحصان). وأصدر كتابين للأطفال جنبا إلى جنب مع ابنته شيرلي (زر الضحك و «منكي توغ، منكي بلوف»)، والتي ترجمت إلى 41 لغة. وقد ظهرت مجموعة من قصائده في الترجمة العربية والفرنسية (مع الشاعر العراقي المنفى - أ. الجنابي)، الكاتالانية، الألبانية، الإيطالية، المقدونية، الكرواتية، الييدية، النيبالية، الهولندية، الدنماركية، الإسبانية، البرتغالية والإنجليزية. 
حصل على جائزة رئيس الوزراء، جائزة يهودا عميحاي للشعر العبري، «جائزة قصيدة النبيذ» في ستروجا أعياد الشعر، مقدونيا، 2005 وجائزة هانز بيرغهوس للشعر 2006 في ماستريخت الدولية ليالي الشعر، هولندا. 
وقد سجل ثلاثة أقراص مع الموسيقي إليوت شارب: الانتقام من الطفل المتعثر، خط الفقر، وتاريخ قصير من الفودكا. 
في عام 1998 قام بتنظيم معرض «ناتشر فاكتوري، شتاء 2046» مع بيني إفرات في متحف إسرائيل. 
وهو عضو في المجلس العام لشركة رقص باتشيفا والمسرح العبري العربي. 
في عام 2012 حصل على الصليب من أجل فرسان لخدمة متميزة من بولندا.
في عام 2013 حصل على فارس من أجل الفنون والحروف في فرنسا.
في عام 2016 حصل على الرجل المثالي من «الأسود الدولية».
في عام 2017 حصل على مكانة اكاديميه من الكلية العربية الأكاديمية للتعليم في إسرائيل في حيفا.

## الأعمال المنشورة
- قوة الحصان (2013)
- الجزائر (2009)
- ذي ميلك أوندرغروند (2005)
- الثورة درامر (2001)
- رايس باراديس (1996)
- مريم دموي (1994)
- بانثر (1989)
- سبعة خطوط على عجب ياركون (1987)
- الأسفلت (1984)
- سولو (1980)
- إكسيل (1976)

للاطفال
- زر الضحك مع شيرلي سوميك (1998)
- قرد قاس، قرد مخادع مع شيرلي سوميك (2012)

باللغة الألبانية
- علامة لدغة (2001، تيرانا)
- يضحك الضحك (2006، تيرانا)

باللغة العربيه
- ياسمين (1994، إسرائيل)
- والقصيدة هي فتاة العصابات (1996، باريس)
- «حليب الأسد» (2010 القاهرة)

في الكاتالانية:
- على ورق زجاجي (2000، برشلونة)
- القراصنة الحب (2006، برشلونة)

في الكرواتيه
- قصائد (طبعة خاصة بمناسبة مهرجان الأدب لايف 2008، زغرب)

في الانجليزيه
- إقامة النار في الأحمر (2002، الولايات المتحدة الأمريكية)

• «الحليب تحت الأرض» (الأبيض الصنوبر الصحافة - كليف بيكر جائزة الكتاب في الترجمة 2015 الولايات المتحدة الأمريكية)
في الفرنسيه
- نيس بغداد (1998، باريس)
- كونستات دي بييوت (الطبعة في، 2008، لوكسمبورغ)
- بغداد القدس مع صلح الحمداني (الطبعة الثانية برونو دوسي، باريس 2012)
- قبلة الشعر، 24 قصائد الحب من قبل يهودا أميشاي وروني سوميك (ليفانت طبعة، باريس 2016)
- «البيانو المتحمس» (إديتيونس برونو دوسي، باريس 2017)

في الايطاليه
- إيل روسو كاتالوغو ديلا بارولا ترامونتو مع فاوستا سكواتريتي (نولا)
- إيل بامبينو بالبوزيانت (ميسوجا، صقلية 2008) 2002)

في المقدونيه
- ويت (2005، سكوبي)
- اسفلت دراغونس (2011، سكوبيي)

## كتب عن روني سوميك
- ياير مازور: «أكروبات شعرية»، مطبعة غوبلون فرن، الولايات المتحدة الأمريكية 2008.
- جيلز روزييه: "طفلان في بغداد (صلاح الجمداني وروني سوميك)، ليس أرينز، فرنسا 2015.
- ياير مازور: «شاعر يكتب البلوز» (هنشل هاوس الولايات المتحدة الأمريكية 2016)

## جوائز
- أكوم (جمعية المؤلفين والملحنين والناشرين الموسيقى في إسرائيل) جائزة اليوبيل الخاصة لإنجاز خاص، 1987.
- جائزة رئيس الوزراء، 1989,2000.
- أفرات بريز، 1999. ج
- ائزة آهي (جمعية تعزيز البحث والأدب والفن، التي أسسها اليهود من العراق من قبل إسرائيل)، 1999
- جائزة يهودا أميشاي للشعر العبري (2005)
- «جائزة قصيدة النبيذ» ستروجا أمسيات الشعر، مقدونيا، 2005
- جائزة هانز بيرغهويس للشعر 2006.
- ماستريخت الدولية ليالي الشعر. هولاند جائزة رامات-غان للشعر 2010
- حصل على الرجل المثالي من «الأسود الدولية» في عام 2016

## روابط خارجية
- Stanley Burnshaw (2003). The Modern Hebrew poem itself. Wayne State University Press. ص. 290–292. ISBN:978-0-8143-2485-1. مؤرشف من الأصل في 2019-05-28. اطلع عليه بتاريخ 2010-11-01.
- The Emperor of Emotions, by Yuyutsu RD Sharma, Himalayan Times, 2004-08-05, Kathmandu
- http://israel.poetryinternationalweb.org/piw_cms/cms/cms_module/index.php?obj_id=6347 نسخة محفوظة 20 يوليو 2011 على موقع واي باك مشين.